# Monte Wilhelm
El Monte Wilhelm (en alemán: Wilhelmsberg; en lengua kuman: Enduwa Kombuglu; en español: Monte Guillermo), es la montaña más alta de Papúa Nueva Guinea con 4509 metros (14 793 pies). Forma parte de la Cordillera de Bismarck y es el punto donde se cruzan tres provincias, Simbu, Tierras altas occidentales y Madang.
Recibió su nombre en la época de dominio alemán sobre este territorio en 1888.